# Märklin
Märklin er en tysk legetøjsfabrikant, i dag bedst kendt for modeltog.

## Grundlæggelse
Firmaet blev grundlagt af Theodor Friedrich Wilhelm Märklin i 1859 i byen Göppingen i Tyskland, hvor han påbegyndte en produktion af dukkekøkkener. Et stort aktiv for firmaet var hustruen Caroline, der stod for en stor del af salgsarbejdet. De første 30 år producerede Märklin udelukkende legetøj til piger. Theodor Friedrich Wilhelm Märklin døde ved en ulykke i 1866, men det lykkedes Caroline Märklin at drive firmaet videre, der dog stagnerede.

## Sønnerne overtager virksomheden
Den 1. marts 1888 overdrog hun virksomheden til sønnerne Eugen og Karl Märklin og firmaet skiftede navn til Gebr. Märklin (Brødrene Märklin). På dette tidspunkt producerede firmaet et større og varieret sortiment inden for legetøj, fx dukkekøkkener og børnekomfurer, trækvogne, skibe, karruseller, toppe og gulvløbere.
I 1891 præsenterede firmaet i Leipzig en ottetals modelbane med mekanisk optrækstog med urværksmotor. Det bemærkelsesværdige ved togbanen var, at den bestod af standardiserede skinneelementer, der kunne kobles sammen efter behag. De kaldte skalaen for dette modeltog for Spor 1 (1:32). De forsøgte sig med forskellige fremdriftsformer som dampdrevne spritfyrede modeller og senere elektrisk drevne modeller. De dampdrevne modeller var farlige på grund af de kogende vand og den brændende sprit. De elektriske modeller var udstyret med lamper som for-modstande i stedet for transformator og det kunne derfor være både ubehageligt og farligt at komme i kontakt med skinnerne.
I 1893 døde Caroline Märklin.

## Märklin i det 20. århundrede
I starten af det 20. århundrede sættes endnu flere typer legetøj på programmet. En ny og stærk gren i firmaets produktlinje er teknik. Både legetøjsmodeller af dampmaskiner, biler og fly, men også metalbyggesæt, hvor man selv kunne lave metalkonstruktioner med forskellige metalelementer.
I 1926 introducerede Märklin et 20 volts system til modeltog, det lagde grunden til de modeltog vi kender i dag. De udviklede også forskellige skalaer; Spor 0 (1:45) og Spor 1 var så store, at de kun kunne bruges på gulvet eller i haven, men i 1935 kom Märklin med Spor 00 (1:87), så modeljernbanen flyttede op på spisebordet. Spor 00 blev i 1950 omdøbt til H0 (Halb-null), da dette er mere korrekt.
I takt med den store succes med modeltog koncentrerede firmaet sig mere og mere om denne produktlinje, og de andre produkter døde ud. I 1955 var det således endegyldigt slut med at producere til skala O (1:45).
I 1953 introducerede Märklin på legetøjsmessen i Nürnberg et nyt skinnesystem – af metal med punktkontakter i midten af svellerne (kaldet M-skinner). Dette skinnesystem er senere videreudviklet og forbedret – men er stadig kernen i driften af en Märklin-bane.
I 1996 introducerede Märklin efterfølgenderen til M-skinnerne: C-skinner. Selve C-skinnen består af kerne af antracitgrå hård plastic med en "Click"-forbindelse - deraf navnet, og som med høj driftssikkerhed, let sammensætning og ligeså let adskillelse egner sig til både fastmonterede og gulvtæppe-baner. C-skinnesystemet er løbende blevet udvidet med flere radier (hele 5 forskellige), ekstra lange sporskifter både til lige og buet spor, ligesom også passende tilbehør såsom broelementer, signaler mv. er kommet til.

Til Märklins 125 års jubilæum i 1984 kom den digitale styring af tog, sporskifter og signaler baseret på Motorola standarder. I starten kunne man styre op til 80 lokomotiver og 256 sporskifter/signaler, og der kunne sågar tilsluttes en pc-baseret styring. I 2004 introduceredes det nye Märklin Systems, som satte nye standarder for den digitale styring, og spænder på tværs af flere standarder (Motorola I og II, DCC og mfx). Der kunne nu styres i alt op til 255 lokomotiver og 16.384 sporskifter/signaler. I 2013 lancerede Märklin den nye standard mfx+, som udvider mfx, så lokomotiver får ekstra parametre/funktioner, samt mulighed for feed-back, fx virtuelt brændselsniveau, og for damplokomotivers vedkommende kedeltryk m.v. Tilsvarende muligheder gør sig gældende ved styring af signaler. Det er også muligt at styre banen via en iPad/iPhone, som via WiFi kan tale direkte med Central Station 2/3 (som er hjernen i Märklin Systems).
I 1995 begyndte man at lave nye udgaver af det legetøj der startede det hele, nemlig et børnekomfur og en dukkevogn.

Märklin er i dag det mest populære mærke af modeltog i Danmark. Produktionen foregår i dag i hhv. Göppingen (lidt syd for Stuttgart, Tyskland) og i Gyõr i Ungarn.

### Størrelse H0
I størrelsen H0 (udtales H-nul) og på tysktalende marked (Tyskland, Schweitz og Østrig) er Märklin det førende mærke med en markedsandel på ca. 50%.
Inden for størrelsen H0 findes der to omtrent lige store segmenter; den som sværger til to-leder systemet med flere fabrikker bag, og den anden er midterleder-sporssystemet, hvor Märklin er den dominerende spiller som fuld-sortiment udbyder. Udbuddet omfatter et komplet sortiment af kørende materiel, skinner, analog og digital styring, et køreledningssystem og en lang række af tilbehør. Det kørende materiel omfatter en bred palette af modeller hovedsageligt med Tyskland, Østrig Schweitz og Benelux-landene som forbillede. Disse lande udgør også de primære markeder for Märklin. Derudover producerer Märklin også modeller med forbilleder i hhv. USA, Danmark, Sverige, Italien, Ungarn og andre europæiske lande - dels for samlere og dels med eksport for øje. En af de mere kendte danske modeller (i forskellige udgaver) er modellen af DSBs litra MY (f.eks. artikelnr. 39674, 39675, 39677 og senest MV 39685) og senere i 2021 også af DSBs nyeste ellokomotiv litra EB (artikelnr. 39331).

### Størrelse Z
Märklin markerede sig i 1972 ved at introducere skalaen Spor Z (1:220), som blev optaget i Guinness Rekordbog som det mindste serieproducerede fuldt funktionsdygtige modeltog. Denne rekord holdt helt til 2007. Sporvidden er kun på 6,5mm. Også her er det muligt at køre med digital drift - stadig via Märklins digitale styringskomponenter (dog med reduceret spænding til 12 volt), og med indbygningsdekodere fra det tyske elektronikfirma Velmo. Allerede ved lanceringen i 1972 tilbød Märklin nærmest fuldt program på skinner (de buede sporskifter og dobbelte kryds "englændere" kom dog først et par år senere).
Det primære marked for størrelse Z (mini-club) er Tyskland, Schweitz, Østrig og USA. Der er et stort udvalg af damplokomotiver med tilhørende vogne, diesellokomotiver og ellokomotiver og vogne. Der er sågar også fremstillet en model af DSBs litra MY - både i brun og sort/rød udgave (artikelnr. 88633 og 88632), ligesom også litra MV lanceres i 2021. Märklin har dog aldrig produceret tilhørende passagervogne f.eks. litra B; her må man nøjes med et stort udvalg af tyske modeller.

## Insolvens / betalingsstandsning
I maj 2006 blev Märklin efter svigtende salg og til sidst sågar underskud solgt til den britiske kapitalfond Kingsbridge Capital, der var et datterselskab af det østrigske Hardt Group. I starten af februar 2009, ganske kort før firmaets 150 års jubilæum, meddelte Märklin, at udbetalingen af januar-lønningerne ville blive forsinkede, og den 4. februar 2009 blev firmaet tvunget til at gå i betalingsstandsning efter, at forhandlingerne med kreditorerne om en kreditforlængelse var mislykkedes. Det førte til, at advokaten Michael Pluta indsatte Kurt Zeitsinger som administrerende direktør. Det kom senere frem, at der i perioden fra 2006 til 2007 var udbetalt hhv. €10,7 mio, og €13.8 mio. i alt €24.5 millioner (ca. 182 millioner kroner) i rådgivningshonorarer (ud af et samlet underskud i de to år på €29 mio.), og total set i de tre år var der udbetalt i alt €40 millioner (ca. 298 millioner kroner) i tvivlsomme rådgivningshonorarer. Märklin var med andre ord blev tømt for penge.
Det lykkedes at få reddet det gamle hæderkronede firma, og den 21. december 2010 fik advokat Michael Pluta endelig gennemført rekonstruktionsplanen, og reddede dermed Märklin fra konkurs.

## Reddet og solgt til Simba-Dickie
I 2013 overtog grundlæggeren af legetøjsproducenten Simba-Dickie, Michael Sieber, sammen med sin søn gennem det nyoprettede selskab Sieber & Sohn GmbH Märklin. Siden er det gået støt og solidt fremad.
I regnskabsåret 2019 meddelte Märklin om en omsætningsfremgang på €4 millioner til samlet set €112 millioner (ca. 833 millioner kroner). I slutningen af 2020 processerede Märklin hele 40% flere ordrer sammenlignet med året før; en del af forklaringen kan være Corona-krisen, som har medført, at modeljernbanefans har kunne hellige sig mere tid til deres hobby.